# Iván Gramajo
Iván Gramajo (San Miguel de Tucumán, Tucumán, 2 de febrero de 1996) es un basquetbolista argentino que se desempeña como escolta -aunque también puede desempeñarse como alero- en Regatas Corrientes de la Liga Nacional de Básquet de Argentina.

## Trayectoria
Formado en la cantera de Talleres de Tafi Viejo, llegó a debutar en el Torneo Federal de Básquetbol antes de pasar a Lanús en agosto de 2014. Con el equipo bonaerense hizo su debut en la Liga Nacional de Básquet, aunque también disputó la Liga de Desarrollo con la escuadra juvenil del club.
En el año 2015 fue convocado para participar del Adidas Nations, el cual se disputó en la ciudad de Garden Grove, California. En esa ocasión integró el Latin America Team junto con sus compatriotas Lautaro Berra, Luca Valussi, Maximiliano Andreatta, Facundo Corvalán, Lautaro López y Martín Fernández, y
los brasileños Daniel Bordignon Barbieri, Wesley Alves, Lucas Siewert y Guilherme Santos.
En la temporada 2016-17 fichó con Ferro como jugador U23. Al igual que lo había hecho en Lanús, el tucumano siguió participando de la Liga de Desarrollo, donde jugó la final del torneo. 
De cara a la temporada 2017-18 de la LNB se confirmó su continuidad en el club porteño, ocupando nuevamente una ficha como U23. En la misma temporada se da el regreso de Ferro a una competencia internacional tras 29 años de espera, al confirmarse su participación en la Liga de las Américas 2018. Gramajo hizo su debut internacional en el triunfo ante Soles de Mexicali de México por 79-77.
En su tercera y última temporada con Ferro, el tucumano registró un promedio de 6,4 puntos y 2 asistencias por partido, su mejor marca en la LNB hasta ese momento. 
Quimsa fichó a Gramajo en julio de 2019. Con el club santiagueño conquistó la Basketball Champions League Americas 2019-20. 
En junio de 2022, luego de tres años de formar parte del plantel de Quimsa, dejó el club para unirse a Gimnasia y Esgrima de Comodoro Rivadavia. Con su nuevo equipo participó de la conquista de la Copa Súper 20 en febrero de 2023.
Gramajo fue anunciado como refuerzo de Regatas Corrientes el 26 de julio de 2024.

### Clubes
| Club                           | País      | Año             |
| ------------------------------ | --------- | --------------- |
| Talleres de Tafí Viejo         | Argentina | 2013 - 2014     |
| Lanús                          | Argentina | 2014 - 2016     |
| Ferro                          | Argentina | 2016 - 2019     |
| Quimsa                         | Argentina | 2019 - 2022     |
| Gimnasia de Comodoro Rivadavia | Argentina | 2022 - 2024     |
| Regatas Corrientes             | Argentina | 2024 - Presente |

## Selección nacional
Gramajo fue miembro de los seleccionados juveniles de básquetbol de Argentina, disputando el Torneo Albert Schweitzer de 2014, el Campeonato FIBA Américas Sub-18 de 2014 y el Campeonato Mundial de Baloncesto Sub-19 de 2015.
Fue convocado para integrar la selección mayor en julio de 2023, para realizar una gira por México y Chile como preparación para disputar los Juegos Panamericanos de 2023. Sin embargo Gramajo no integraría posteriormente el combinado argentino que ganó la medalla de oro en dicho torneo. 

### Participaciones con la selección
- Actualizado hasta el 14 de agosto de 2016.

| Torneo                 | Sede     | Resultado         |
| ---------------------- | -------- | ----------------- |
| Albert Schweitzer 2014 | Alemania | Decimoquinto (15) |
| FIBA Américas Sub-18   | USA      | Sexto (6)         |
| Mundial U-19 2015      | Grecia   | Décimo (10)       |

## Vida personal
Es primo de Sebastián Orresta, quien también es basquetbolista profesional.